# Herrnsberg
Herrnsberg ist ein Gemeindeteil der Stadt Greding und eine Gemarkung im Landkreis Roth (Mittelfranken, Bayern). Die Gemarkung Herrnsberg hat eine Fläche von 5,477 km² und ist in 572 Flurstücke aufgeteilt, die eine durchschnittliche Flurstücksfläche von 9575,91 m² haben.

## Lage
Das Kirchdorf liegt auf der Hochfläche der südlichen Frankenalb im Naturpark Altmühltal auf 516 m ü. NHN nördlich des Gemeindesitzes, der Stadt Greding, über dem Tal des Agbachs, der unmittelbar östlich von Herrnsberg in zwei Quellen entspringt und in südlicher Richtung der Altmühl zufließt. Nach Herrnsberg führen Gemeindeverbindungsstraßen von Litterzofen, Röckenhofen und aus südlicher Richtung von der Kreisstraße RH 28 her.

## Ortsnamensdeutung
Karl Kugler deutet den Ortsnamen als „Berge mit dem Feldstall des Hero (Kosename von Heribert)“. Nach anderer Deutung liegt dem Ortsnamen der im 8. Jahrhundert bezeugte Personenname „Herrin“ zugrunde.

## Geschichte
In dem Waldstück „Boleitn“ (= Bachleite) nahe bei Herrnsberg befinden sich die Grundmauernreste einer stattlichen Burg des Mittelalters, die noch im frühen 15. Jahrhundert bestanden hat.
In der Auseinandersetzung des Bischofs von Eichstätt Johann I. mit den bayerischen Herzögen Rudolf und Ludwig um das Erbe der Grafen von Hirschberg 1305 wurde „Herrensperch“ mit Leuten, Gütern und Gerichte dem Bischof zugesprochen. 1323 verkaufte der erste Pfarrer von Burggriesbach, namens Steinhauser, sein Gut zu Herrnsberg an den Amtsknecht von Plankstetten. 1383 verglich sich Berta von Stein mit dem Eichstätter Domkapitel wegen des Zehents unter anderem in Herrnsberg; 1398 verkaufte Sweiker von Gundelfingen den Zehent an den Eichstätter Bischof Friedrich IV. Graf von Oettingen. 1394 stiftete Konrad Reiter von Herrnsberg eine Samstagwochenmesse bei St. Jakob in Greding. 1419 wurde Leonhard der Absberger auf Burg Rumburg mit den Tafern- (Schankrecht) und Kirchtagsrechten (Marktrecht) in Röckenhofen und Herrnsberg sowie mit der Schmiedstatt von Herrnsberg belehnt; die Lehen besaßen noch 1555 die Erben des Erasmus Absberger. 1447 sind Herrnsberg und Röckenhofen im Salbbuch des hochstiftischen Richteramtes Greding und im Zinsbuch des bischöflichen Oberamtes Hirschberg verzeichnet. Das Salbuch der Herrschaft Jettenhofen von 1491 verzeichnet Lehen bzw. Zinspflichtige unter anderem ebenfalls in Herrnsberg und Röckenhofen. Der 1507 gestorbene Eichstätter Hofmeister Hieronymus von Rosenberg, der auf Schloss Jettenhofen saß, vermachte dem Hochstift „etliche Zinse“ in Greding, Herrnsberg und Röckenhofen, war also dort begütert. 1520 erwarb der Eichstätter Bischof Gabriel von Eyb Güter und Leute des Hans Roßthalers zu Staufersbuch in Herrnsberg und Röckenhofen mit Vogtei und Gericht. 1595 brannten 16 Häuser und die Kirche des Ortes ab; die Kirche wurde vom fürstbischöflichen Richteramt in Greding wiederaufgebaut.
Am Ende des Alten Reiches bestand Herrnsberg aus 32 Untertanen-Anwesen und einer Kirche als Filiale von Greding; die meisten Anwesen, 21, gehörten grundherrschaftlich dem hochstiftischen Richteramt Greding, sechs Anwesen dem hochstiftischen Kastenamt Jettenhofen, ein Anwesen dem Propstamt Berching, ein Halbhof und ein Höfl dem Spital Eichstätt (vogtei- und steuermäßig dem Richteramt Greding unterstehend), ein Hof dem Lazarett (Hospitium) Berching (ebenfalls vogtei- und steuermäßig dem Richteramt Greding unterstehend), schließlich ein Gütl dem hochstiftischen Kastenamt Hilpoltstein. Die Hochgerichtsbarkeit und die Dorf- und Gemeindeherrschaft waren Rechte des Richteramtes Greding.
Nachdem im Zuge der Säkularisation in Bayern das Hochstift Eichstätt aufgelöst worden war, kam die Gemeinde Herrnsberg, die nur aus dem Ort Herrnsberg bestand, mit dem ehemaligen Hochstift 1802 an Großherzog Erzherzog Ferdinand III. von Toskana und 1806 an das neue Königreich Bayern und dort in das Landgericht Beilngries. Hier wurde Herrnsberg 1809 dem Steuerdistrikt Röckenhofen zugeordnet, der 1811 zur Ruralgemeinde Röckenhofen wurde. Mit dem Gemeindeedikt von 1818 wurde Herrnsberg aus der Gemeinde Röckenhofen herausgelöst und bildete wieder eine eigene Gemeinde im Landgericht Beilngries, ab 1857 im näher liegenden Landgericht Greding.
1846 bestand Herrnsberg aus 43 Häusern mit ebenso vielen Familien mit insgesamt 170 „Seelen“. Im Dorf waren außer den Bauern ein Wirt, ein Schmied und ein Schuster tätig. 1875 wurden bei 186 Bewohnern 20 Pferde, 171 Stück Rindvieh, 123 Schafe und 77 Schweine gezählt. Die Kinder gingen um diese Zeit nach Greding zur katholischen Schule.
Im Zuge der Gebietsreform in Bayern schloss sich Herrnsberg am 1. Januar 1972 der Stadt Greding an.

### Wasserversorgung
Die Wasserversorgung im Jura und insbesondere auf der Albhochfläche war jahrhundertelang problematisch. In Herrnsberg wurde das Wasser für das Vieh aus Zisternen, in denen das Regenwasser von den Dächern gesammelt wurde, gewonnen. Ergänzend gab es „Hüllen“, die das Oberflächenwasser sammelten. Das Trinkwasser für die Dorfbewohner und das Kleinvieh wurde mittels Zubern und Fässern auf Gespannen vom Agbachtal geholt. 1869 errichtete man eine zentrale Wasserversorgung für das Dorf; die Wasserreserve wurde ab 1880 mittels eines hydraulischen Widders von der Agbachquelle her gespeist. Ab 1926 erfolgte die Wasserversorgung durch zwei gefasste Quellen in der Flur „Brunnenberg“ mit Hochbehälter und Rohrleitungen ins Dorf. Der Widder wurde 1941 durch einen Dieselmotor im Pumpenhaus an der Agbachquelle ersetzt. Nachdem 1942 das Dorf an das Stromnetz angebunden worden war, wurde eine Elektropumpe im Pumpenhaus installiert. 1980 gab das Dorf die eigene Wasserversorgung auf und schloss sich am 17. November der „Jura-Schwarzach-Thalach-Gruppe“ an.

### Einwohnerentwicklung
- 1638: 7 Untertanen[23]
- 1830: 159 (33 Anwesen)[24]
- 1840: 170 (43 Häuser, 43 Familien)[25]
- 1871: 186 (122 Gebäude, 40 Wohngebäude)[26]
- 1938: 213[27]
- 1950: 219 (37 Anwesen)[28]
- 1987: 229 (63 Wohngebäude, 70 Wohnungen)[29]

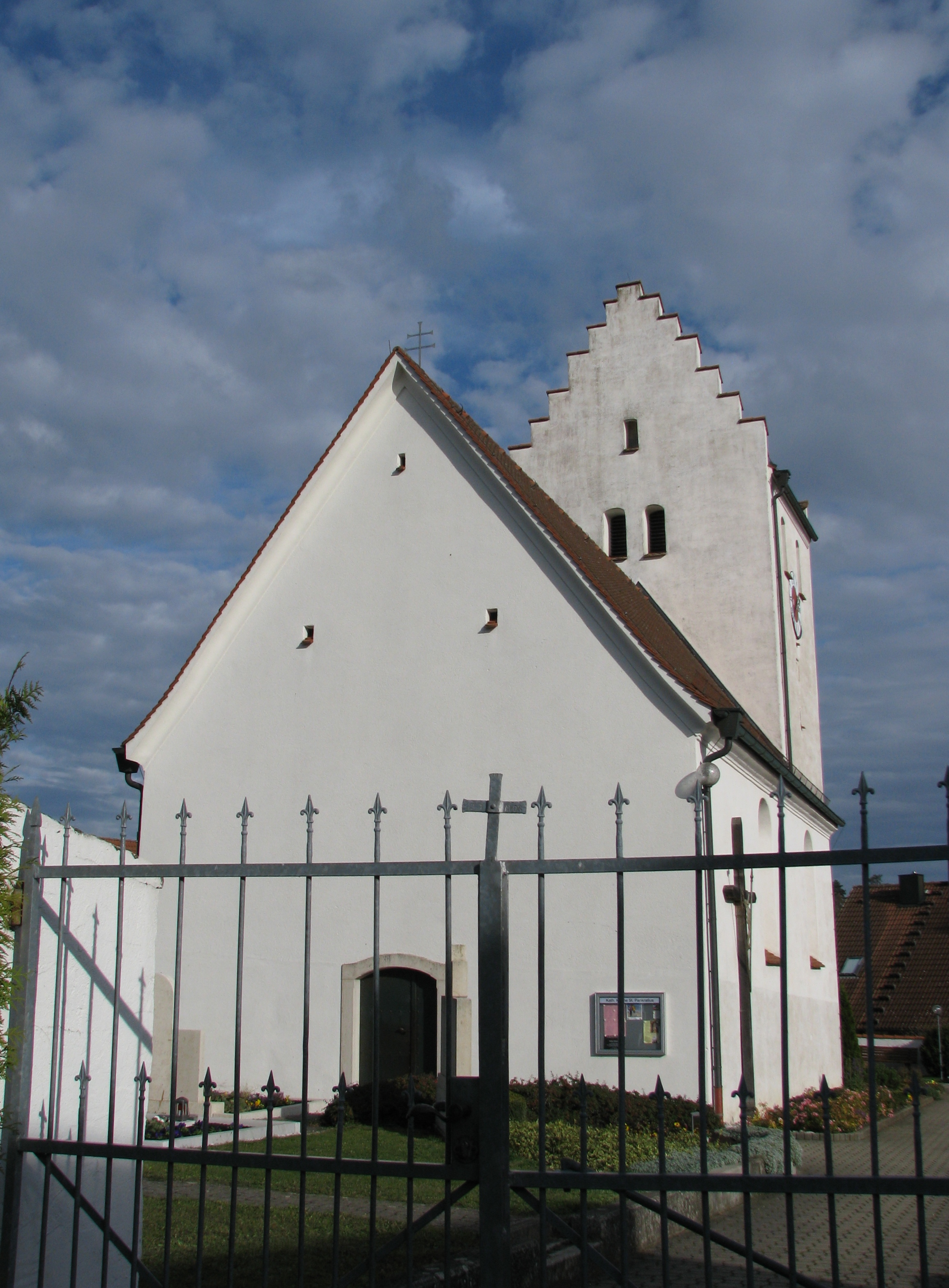
Filialkirche St. Pankratius

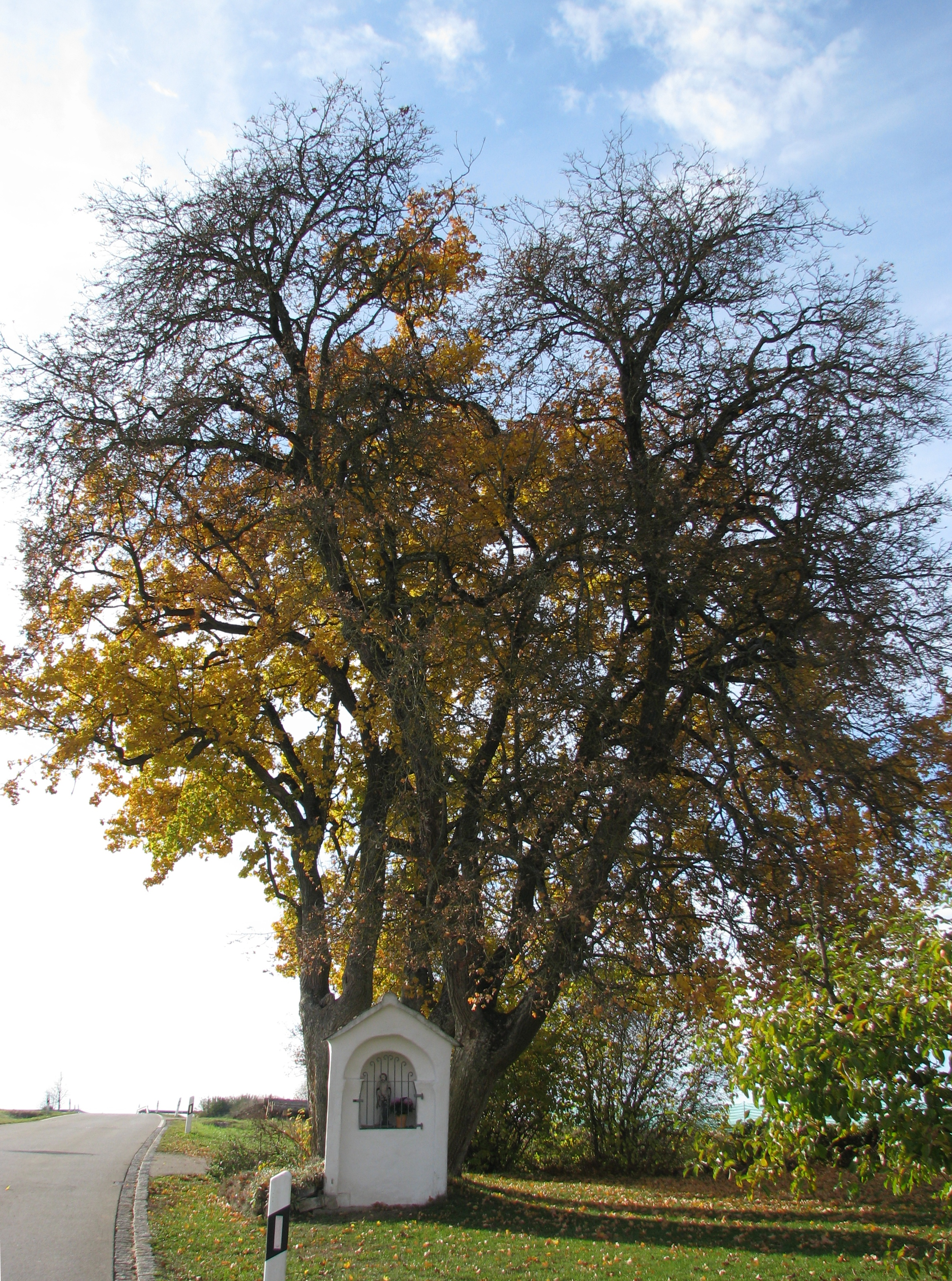
Feldkapelle

## Katholische Filialkirche St. Pankratius
Um 1355 ist für Herrnsberg eine Kirche genannt. 1598 wurde die Kirche gemäß dem Wappenstein, der unterhalb der Turmuhr von 1986 eingemauert ist, neu gebaut; das Schiff hat die Maße 14,9 × 7,3 Meter. Die Untergeschosses des Turmes (mit Satteldach und Treppengiebeln) gehören der Gotik an. 1839 kam die von einem Herrnsberger Bauern aus der evangelischen Kirche von Schwimbach erworbene, spätgotische Mondsichelmadonna (um 1470) auf den linken Seitenaltar. 1900 erhielt der Turm ein neues Geläute, gegossen von Kopfmüller in Eichstätt. 1938 stand in der Kirche eine 6-Register-Orgel von Steinmeyer in Öttingen. Herrnsberg wurde 1922/23 mit Röckenhofen als Pfarrei Röckenhofen aus Greding ausgepfarrt und ist seitdem Filiale zu Röckenhofen. Sie besitzt einen eigenen Friedhof. Als Organist fungierte um 1937 der Lehrer von Röckenhofen, während den Mesnerdienst ein Landwirt vom Ort gegen Nutzung der „Mesnerfelder“ versah.
1727 wurde eine Feldkapelle erbaut, die 1909 durch Josef Glaßner neu erbaut wurde und am Südrand des Ortes steht.

## Baudenkmäler
Baudenkmäler sind die Filialkirche, die Feldkapelle und ein Bildstock mit dem Geißelchristus am westlichen Ortsrand.

## Wanderwege
Es gibt einen Rundwanderweg No. 1 Greding-Herrnsberg. Außerdem liegt Herrnsberg am Gredinger „Quellenwanderweg“.

## Vereine
- Freiwillige Feuerwehr Herrnsberg
- Deutsche Jugendkraft (DJK) / Sportverein (SV) Herrnsberg